# 巴里鎮區 (明尼蘇達州派恩縣)
巴里鎮區（英語：Barry Township）是位於美國明尼蘇達州派恩縣的一個行政鎮區。

## 地方資料
巴里鎮區的面積為90.23平方千米，當中陸地面積為89.37平方千米，而水域面積為0.86平方千米。根據2020年美國人口普查的數據，當地共有人口550人，而人口密度為每平方千米6.1人。